# ريتشارد بلانت
ريتشارد بلانت (بالألمانية: Richard Plant)‏ (و. 1910 – 1998 م) هو كاتب، ومؤرخ، وعالم اجتماع، وأستاذ جامعي، وصحفي، وكاتب للأطفال، وروائي من ألمانيا، والولايات المتحدة، ولد في فرانكفورت، توفي في نيويورك، عن عمر يناهز 88 عاماً.

## التعليم
تعلم في جامعة بازل
.

## وصلات خارجية
- ريتشارد بلانت على موقع IMDb (الإنجليزية)
- ريتشارد بلانت على موقع ديسكوغز (الإنجليزية)

- ريتشارد بلانت في قاعدة بيانات الأفلام على الإنترنت